# Lepus tolai
La liebre de Tolai (Lepus tolai) es una especie de mamífero lagomorfo de la familia Leporidae, propia de Asia, ligeramente más pequeña que la liebre europea, con un tamaño de 40-55 cm y un peso de 1,5-2,5 kg.
Su distribución se extiende desde Rusia al norte hasta la India al sur, y también llega a los desiertos de Arabia y el nordeste de África. Se adapta a los hábitats duros, y puede vivir a más de 3.000 metros de altura. También es capaz de vivir mucho tiempo sin beber agua.